# Crónica de Enrique de Livonia

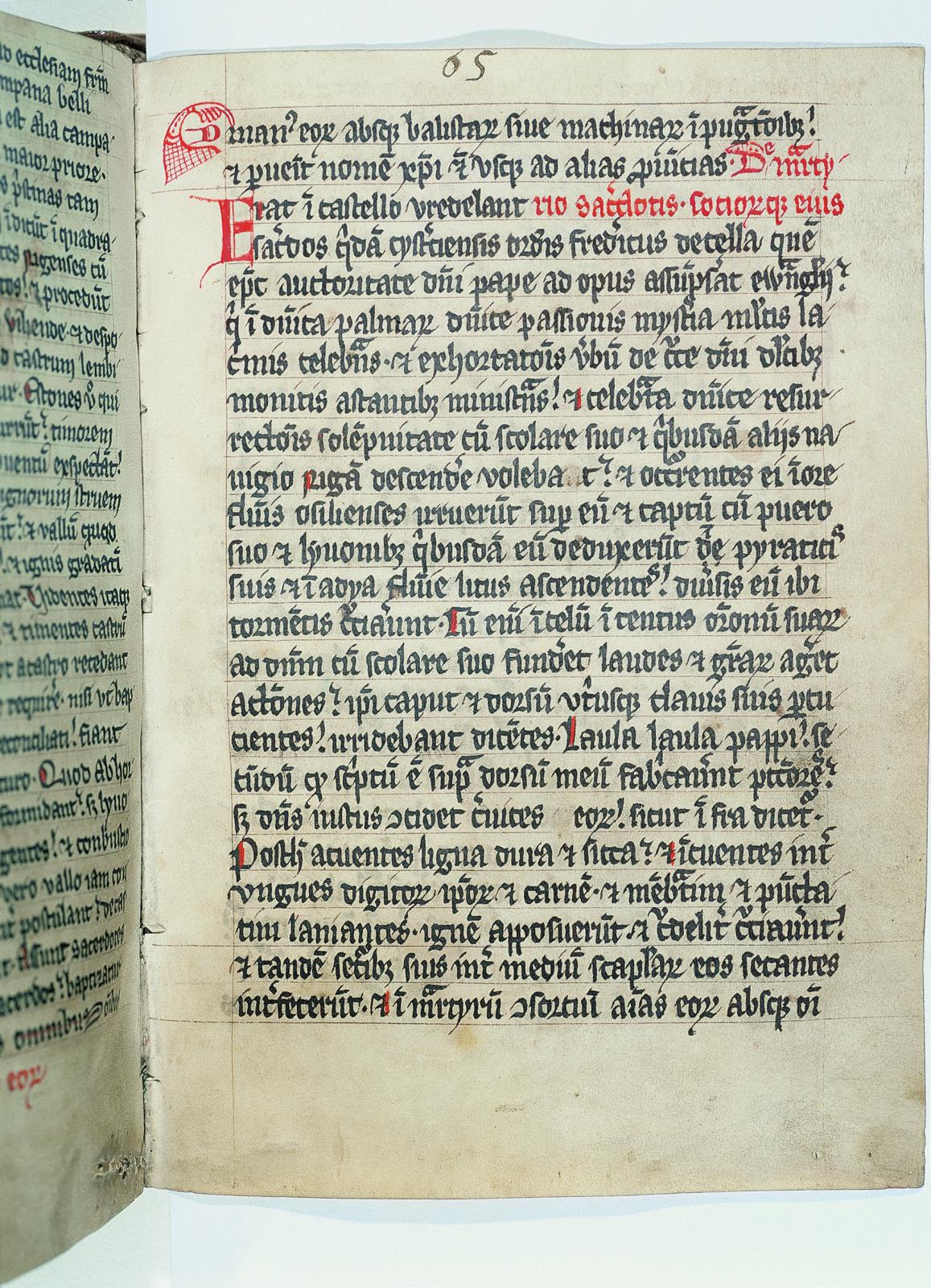
Página de una de las copias del manuscrito de Enrique de Livonia

La Crónica de Enrique de Livonia (Latín: Henrici Cronicon Lyvoniae) es una obra del sacerdote y cronista Enrique de Livonia que describe eventos históricos acaecidos en Livonia (que comprendía la mayor parte de los territorios de las actuales Estonia y Letonia) y áreas adyacentes desde 1180 a 1227. Al margen de algunas referencias que aparecen en la Crónica de Néstor compilados en el Rus de Kiev durante el siglo XII, es el compendio histórico más antiguo sobre la historia de estos países. Sobre muchos episodios en la primera fase de cristianización de los pueblos bálticos orientales, la crónica de Enrique es la mayor e importante evidencia que ha sobrevivido hasta nuestros días aparte de la crónica rimada de Livonia y crónica de Novgorod.

## Base histórica
Las invocaciones papales para las cruzadas a finales del siglo XII no sólo inspiraron a la devastadora Cuarta Cruzada que saqueó Constantinopla en 1204, también las cruzadas bálticas que están menos representadas en la cultura popular histórica occidental pero que tuvieron mayor éxito a largo plazo. Antes de las cruzadas, la región de Livonia era un enclave avanzado, una sociedad pagana donde comerciantes de la Liga Hanseática encontraban a otros de Novgorod, y donde se mezclaban comerciantes germánicos, escandinavos y rusos, compartiendo sus culturas y sus religiones en un mismo espacio. Los gobernantes de las órdenes militares caballerescas lideradas por los príncipes-obispos alemanes conquistaban y reasentaban el mundo báltico para orientarlo hacia la órbita occidental.

## Contenido
La Crónica de Enrique de Livonia proporciona testimonios de unos hechos de profundo e incalculable valor histórico y una perspicacia, no sólo en operaciones militares en el Este durante un periodo bastante convulsivo, sino también en actitudes en conflicto desde el punto de vista de un testigo ocular; nos revela la complejidad de motivos religiosos enmarañados en una red de objetivos políticos. En otro texto contemporáneo, la crónica rimada de Livonia, el valor histórico es menor, siendo intencionado y esencialmente creado para entretener bajo parámetros patrióticos y cristianos.
La crónica se compone de cuatro libros:
- El primer libro, «Livonia» describe hechos entre 1186 y 1196: la llegada del primer obispo de Ikšķile Meinardo y bautismo de livonios.
- El segundo libro, «Obispo Berthold» describe hechos entre 1196 y 1198: la llegada del segundo obispo de Ikšķile Berthold de Hanover y su muerte en la batalla contra livonios cerca de lo que más tarde sería la ciudad de Riga.
- El tercer libro, «Obispo Alberto» describe hechos entre 1198 y 1208: la llegada del tercer obispo de Ikšķile, Alberto de Riga, la fundación de la orden militar cristiana de los Hermanos Livonios de la Espada, la conquista y división de territorios livonios entre el Obispado de Livonia y la orden, las guerras con los príncipes de Polotsk y lituanos, conquista del Principado de Koknese y el país de los selonianos.
- El cuarto libro, «Estonia» describe los hechos entre 1208 y 1226: las campañas contra los condados estonios, la conquista del Principado de Jersika, las guerras contra los curonios, semigalianos, lituanos y los príncipes de Pskov y Nóvgorod.

El manuscrito original no se ha conservado, pero existen dieciséis copias diferentes, fechadas entre los siglos XIV y XIX, el más antiguo se conoce como Codex Zamoscianus, escrito sobre pergamino y fechado a finales del siglo XIII; es una copia incompleta, ya que el texto finaliza en el capítulo 23. El Codex Zamoscianus se encuentra conservado en la Biblioteca Nacional Polaca de Varsovia, Polonia.